# Leo Wallace Cochrane
Leo Wallace Cochrane (Santos, 8 de maio de 1913 - 28 de maio de 2007) foi um empresário brasileiro.

## Biografia
Era filho de Maria do Carmo da Gama Cochrane e de Oswaldo Cochrane, falecido em 1915, que foi vice-presidente da Câmara de Santos.
Foi aluno do Colégio São Bento. Aos 11 anos, foi estudar no St. George's College, em Waybridge, nos arredores de Londres. Após estágio na Alemanha, retornou ao Brasil, ingressando no Banco Boa Vista, tendo sido responsável pela agência do  Porto de Santos.
Ingressou no Banco Noroeste do Estado de São Paulo. Era casado com Zaira Simonsen Cochrane, falecida em 1969. O casal teve os seguintes filhos: os gêmeos Leo Wallace Cochrane Jr. e Emily Cochrane, e  Mario Wallace Cochrane, falecido em 1974. 
Junto com seu cunhado, Jorge Wallace Simonsen, adquiriu o controle do Banco Noroeste, alienando as ações como garantia de um empréstimo do Reino Unido.